# C/574 G1
C/574 G1 – kometa najprawdopodobniej jednopojawieniowa. 

## Odkrycie i obserwacje komety
Kometę zaobserwowano w roku 574 w Chinach pomiędzy 4 kwietnia a 23 maja. Istnieją przypuszczenia, że kometa ta jest tożsama z C/1993 Y1 (McNaught-Russell). W bazie Jet Propulsion Laboratory są to jednak dwa różne ciała.

## Orbita komety
C/574 G1 porusza się po orbicie w kształcie paraboli o mimośrodzie 1. Jej peryhelium znajdowało się w odległości 0,73 j.a. od Słońca. Nachylenie jej orbity do ekliptyki wynosi 65˚.